# Jéssica de la Peña
Jéssica Annais de la Peña Camargo (Nueva York, 13 de noviembre de 1976) es una presentadora y periodista colombo - estadounidense. 
Actualmente presenta la emisión del mediodía de Noticias RCN de RCN Televisión.

## Biografía
Jéssica de la Peña nació en Nueva York, y a la edad de cinco años emigró a Barranquilla con sus padres Ricardo de la Peña y Cecilia Camargo, y su hermana. Realizó sus estudios académicos en el Colegio El Buen Consejo de Barranquilla, y se graduó de Comunicación social y Periodismo en la Universidad del Norte, de la misma ciudad.
A los 20 años, mientras cursaba segundo semestre de su carrera universitaria, realizó un casting para ingresar a un programa de su universidad, pero gracias a su excelente registro en cámaras, ingresó al canal regional Telecaribe, donde primero presentó un programa de variedades llamado La Noche y luego el noticiero Televista. 
Un año después, fue contratada por Noticias RCN como presentadora de las ediciones de los fines de semana, labor que alternó durante siete meses con sus estudios universitarios y trabajo en Telecaribe. Luego de ese lapso de tiempo, se asentó por completo en Bogotá, donde pasó a presentar emisiones entre semana del noticiero. Trasladó sus carrera a la Universidad Javeriana para no atrasar sus estudios en el último semestre.
En 2016 dejó la presentación de Noticias RCN y se mudó a Nueva York, desde donde fungió como corresponsal de dicho medio. En abril de 2017 regresó como presentadora de la emisión del mediodía, junto a Margarita Ortega y Yamit Palacio. Actualmente, es la presentadora de la emisión central del noticiero, rol que comparte con Inés María Zabaraín.

## Vida personal
La presentadora sostuvo una relación sentimental con el cantautor de música vallenata Peter Manjarrés entre 2008 y 2010. Ese mismo año, la presentadora comenzó una nueva relación esta vez con el ingeniero bogotano Andrés Jaramillo. En marzo de 2017 se casó con el empresario Ernesto Chalela. El 19 de septiembre de 2017 anunció a través de Instagram el nacimiento de su primera hija. En julio de 2020 dio a conocer que tendrá su segundo bebé, un varón y se llama Sebastián.

## Trayectoria
- La Noche, de Telecaribe (1997)
- Noticiero Televista, de Telecaribe (1997-1998)
- Noticias RCN (1998- )
- El desayuno (2018 - 2020)

## Premios y nominaciones
| Año  | Premiación                  | Trabajo nominado | Categoría                     | Resultado | Ref.   |
| ---- | --------------------------- | ---------------- | ----------------------------- | --------- | ------ |
| 2010 | XXVI Premios India Catalina | Noticias RCN     | Mejor presentador de noticias | Nominada  | [ 11 ] |
| 2012 | XXI Premios TVyNovelas      | Noticias RCN     | Mejor presentador de noticias | Nominada  | [ 12 ] |
| 2014 | XXX Premios India Catalina  | Noticias RCN     | Mejor presentador de noticias | Nominada  | [ 13 ] |
| 2014 | XXIII Premios TVyNovelas    | Noticias RCN     | Mejor presentador de noticias | Nominado  | [ 14 ] |
| 2018 | XXVII Premios TVyNovelas    | Noticias RCN     | Mejor presentador de noticias | Pendiente | [ 15 ] |